# والتر فليكس
والتر فليكس (و. 1887 – 1917 م) هو شاعر، وكاتب ألماني، ولد في أيسناخ، توفي في ساريما، عن عمر يناهز 30 عاماً.

## التعليم
تعلم في جامعة إرلنغن نورنبيرغ، وتعلم في جامعة ستراسبورغ
.

## جوائز
حصل على جوائز منها:

صليب حديدي

## روابط خارجية
- والتر فليكس على موقع ديسكوغز (الإنجليزية)